# Jerry Only

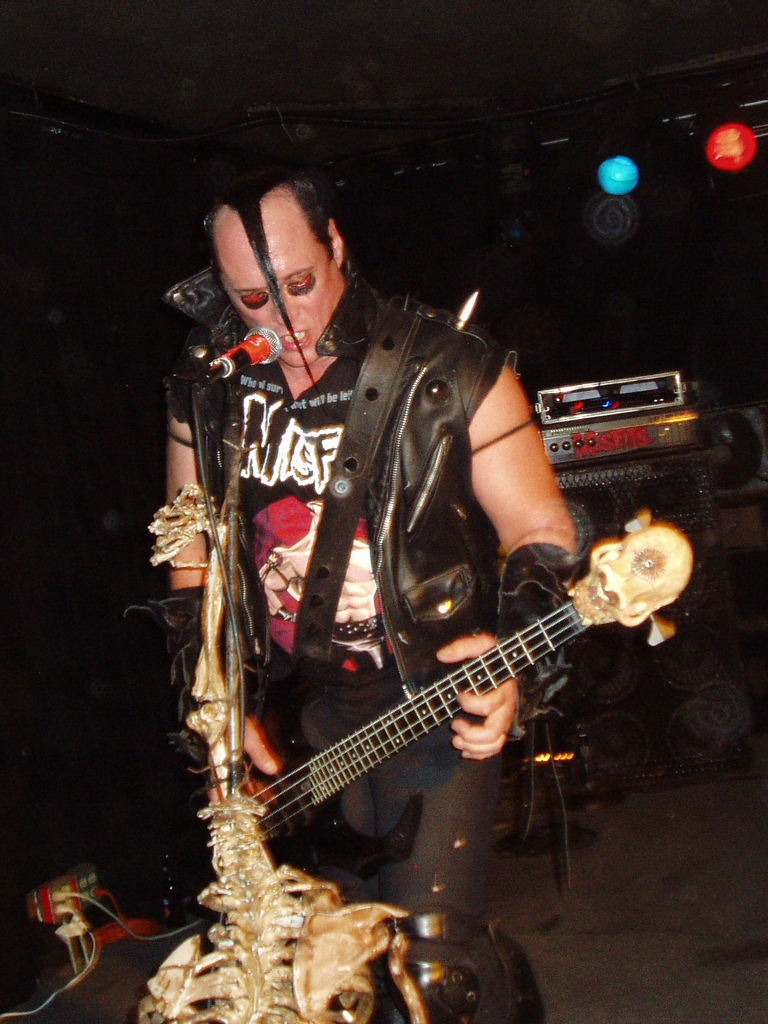
Jerry Only

Jerry Only, egentligen Gerald Caiafa, född 21 april 1959, är en amerikansk musiker som spelar bas och sjunger i horrorpunkbandet The Misfits. Han anslöt till bandet som basist kort efter att det bildats 1977.
Jerry Only föddes i Lodi, New Jersey där han sedan har bott i hela sitt liv. En jul fick han en basgitarr och började, redan 2 månader senare, att spela i Glenn Danzigs nystartade band The Misfits. Jerrys bror Doyle blev tre år senare Misfits gitarrist.
När Misfits splittrades 1983 startade Jerry och Doyle det kristna bandet Kryst The Conqueror. År 1995 började de spela under namnet "Misfits" igen, då med Michale Graves på sång och Dr. Chud på trummor. Only är sedan 2000 även sångare i bandet. 2006 blev han medlem i gruppen Osaka Popstar.
Jerry Only har uppgivits som uppfinnaren av frisyren The Devilock.